# Michael Sommer (Fußballspieler)
Michael Sommer (* 19. Dezember 1968) ist ein ehemaliger deutscher Fußballspieler.

## Karriere
Michael Sommer begann mit dem Vereinsfußball beim südpfälzischen SV Rülzheim und ging 1985 zum 1. FC Kaiserslautern. 1987 kam er von den Amateuren des FCK in das Profiteam und war bis 1990 in 22 Ligaspielen (ein Tor) und zwei Pokalspielen für die Roten Teufel im Einsatz. 1990/91 spielte er dann bei Energie Cottbus in der DDR-Oberliga. 1991 erfolgte ein Wechsel zum VfR Mannheim, bei dem er bis 1998, ab 1994 in der Regionalliga Süd, spielte. Danach ging er zum SV Sandhausen in die Oberliga Baden-Württemberg, wo er noch einige Jahre aktiv war.

## Statistik
| Liga         | Spiele (Tore) |
| ------------ | ------------- |
| Bundesliga   | 020 (1)       |
| Regionalliga | 108 (9)       |
| DDR-Oberliga | 09 (0)        |
| Wettbewerb   |               |
| DFB-Pokal    | 04 (0)        |